# Жаров, Николай Фёдорович
Никола́й Фёдорович Жа́ров (6 февраля 1924, Челябинская область — 19 сентября 2003) — командир расчета 76-мм орудия 399-го стрелкового полка 111-й стрелковой дивизии 52-й армии 1-го Украинского фронта, сержант — на момент представления к награждению орденом Славы 1-й степени.

## Биография
Родился 6 февраля 1924 года в городе Миасс Челябинской области . Член ВКП/КПСС с 1944 году. В 1937 году, после смерти отца, вынужден был оставить учёбу и пошел работать. Устроился на строительство Троицкой плотины на реке Увелька, затем трудился в миасской артели «Объединение» молотобойцем. Со временем продолжил учёбу. В 1941 году окончил школу фабрично-заводского ученичества в городе Катав-Ивановск. Получив профессию токаря, пошел работать на завод имени Серго Орджоникидзе в городе Челябинске.
В 1943 году был призван в Красную Армию. Окончил полковую школу, получил специальность наводчика орудия и летом 1943 году убыл на фронт. За мужество, проявленное в боях при освобождении города Александрия наводчик Жаров получил первую боевую награду — медаль «За отвагу». Позднее окончил школу младших командиров. Особо отличился сержант Жаров в боях не территории Румынии летом 1944 года.
5 июня 1944 года наводчик 76-мм орудия сержант Жаров в бою у села Стынка при отражении трех контратак поразил в составе расчета 4 пулеметные точки, 2 блиндажа, наблюдательный пункт противника, свыше 20 солдат и офицеров, чем обеспечил продвижение пехоте. Приказом по 111-й стрелковой дивизии от 15 июня 1944 года за мужество и отвагу проявленные в бою сержант Жаров Николай Фёдорович награждён орденом Славы 3-й степени.
Наступление 2-го Украинского фронта на территории Румынии продолжалось. Вскоре отважный артиллерист был назначен командиром расчета 76-мм орудия. 24 августа 1944 года близ населенного пункта Мошна сержант Жаров вместе с бойцами выкатил орудие на прямую наводку. Метким огнём артиллеристы подавили 3 пулемета, 2 орудия, истребил до взвода пехоты, что помогло стрелкам захватить укрепленную высоту. Приказом по войскам 52-й армии от 28 октября 1944 года за мужество и отвагу проявленные в бою сержант Жаров Николай Фёдорович награждён орденом Славы 2-й степени.
В начале 1945 года стрелковая дивизия, в которой воевал сержант Жаров, сражалась в составе 1-го Украинского фронта на территории Германии.
10 февраля 1945 года в бою за переправу через реку Бобёр у населенного пункта Обер-Лешен в 10 км юго-восточнее города Шпроттау, расчет сержанта Жарова прямой наводкой уничтожил 2 пулемета и 6 солдат противника. 14 февраля в бою за переправу через реку Квейс у населенного пункта Добер-Паузе под артиллерийско-минометным огнём и бомбардировкой с воздуха поразил 2 пулемета, 1 орудие и 5 солдат.
Указом Президиума Верховного Совета СССР от 10 апреля 1945 года за мужество, отвагу и бесстрашие, проявленные в боях с вражескими захватчиками сержант Жаров Николай Фёдорович награждён орденом Славы 1-й степени. Он стал полным кавалером ордена Славы.
День Победы встретил в Чехословакии. 24 июня 1945 года участвовал в Параде Победы на Красной Площади. Старшина Жаров шел 1-й шеренге сводного полка 1-го Украинского фронта, держа в руках знамя 254-й гвардейской орденоносной дивизии.
В феврале 1946 года старшина Жаров был демобилизован. Вернулся на Урал, в родной город. Пошел работать на Уральский автомобильный завод мастером в цех сборки и испытания моторов. Продолжил учёбу. Без отрыва от производства окончил вечернюю школу, а в 1965 году — автомеханический техникум.
Автозаводу «Урал» Н. Ф. Жаров отдал более 40 лет. За труд награждён орденом Октябрьской Революции, медалями «За доблестный труд», «Ветеран труда». Когда он впервые появился на заводе, здесь собирали «ЗИС-5В», а когда последний раз миновал проходную, то с конвейера сходил четырёхосный «Урал-5323». В 1977 года был назначен старшим инженером по подготовке кадров. В 1984 году Жарову исполнилось 60 лет, однако на пенсию ветеран сразу не отправился, вплоть до 1990 года продолжал служить родному автозаводу дежурным по агрегатному производству.
Полный кавалер ордена Славы Николай Фёдорович Жаров скончался 19 сентября 2003 года.

## Награды
За боевые и трудовые успехи был награждён:
- орден Октябрьской Революции
- Орден Славы I степени (10.04.1945)
- Орден Славы II степени (28.10.1944)
- Орден Славы III степени (15.06.1944)
- орден Отечественной войны I степени.
- Медаль «За отвагу» (СССР)
- медалями.
- Почетный гражданин города Миасс (1973).

## Память
- В мае 2004 года на доме где жил ветеран была открыта мемориальная доска.